# José Bort-Vela
Josep o José Bort-Vela (Alcalà de Xivert, Bajo Maestrazgo, Castellón, 29 de enero de 1905 - Alcalá de Chivert, 7 de noviembre de 1979) fue un crítico de arte, periodista y escritor español, exiliado republicano tras la Guerra Civil.

## Biografía
De familia acomodada, su padre José fue un militar descendiente de pequeños propietarios y comprometido con la causa liberal que estuvo en las guerras coloniales de África y Cuba, ganando las máximas distinciones. Su madre, Dolores, muy religiosa, era la hija de uno de los terratenientes más acaudalados de la comarca, Juan Vela. José tuvo dos hermanos que fueron militares como su padre: el capitán de artillería Eduard Bort-Vela (1910-1979), ocasional colaborador de Castilla Libre, y Juan Bort-Vela.
Estudió comercio en Castellón de la Plana y se trasladó a Madrid, donde fue profesor de la Escuela de Comercio y más tarde (1934), en la Escuela de Artes y Oficios como encargado de curso de Historia de Grabado Artístico. El arte era su pasión, y ejerció la crítica de esta materia en las revistas Estampa, Gaceta de Bellas Artes y Ahora en Madrid, y en Valencia en La Ciudad del Miguelete. Revista Gráfica, Literaria y de Propaganda, junto a Carles Salvador, Francisco Almela y Vives y Federico García-Sanchiz. También trabajó para Valencia Atracción, fundada en 1926 por el ayuntamiento valenciano con el fin de fomentar el turismo; en ella entrevistó a los principales artistas valencianos del momento como José Pinazo Martínez, Manuel Benedito Vives, Ismael Trigo y Julio Vicente Mengual. Partidario de Alejandro Lerroux, participó en los mítines de su partido en Castellón como militante y escribió en los medios de su órbita como La Voz, El Pueblo, El Radical o El Liberal de Valencia, donde tuvo una columna, "Horarios", reproducida por otros periódicos españoles. Fue amigo de los periodistas Arturo Mori y Roberto Castrovido. El 29 de junio de 1935 el Gobierno republicano lo nombró delegado de Bellas Artes de la provincia de Teruel.
Al estallar la guerra, trabajó como periodista para el sindicato anarquista CNT en Solidaridad Obrera y Castilla Libre, y en esa función conoció a los generales Vicente Rojo, José Miaja y Juan Modesto, a los periodistas Manuel Chaves Nogales (que también publicaba en Ahora), Mauro Bajatierra Morán y Josep Viadiu y Valls, al líder anarquista Buenaventura Durruti, del que fue amigo y cuya muerte contempló, y a la ministra Federica Montseny. Cada noche, mientras vivió en Madrid, fue al Comité de Defensa de la CNT a recoger los partes de guerra que luego se publicaban en Solidaridad Obrera de Barcelona, de la que era corresponsal en el frente; firmaba sus crónicas con el pseudónimo de "Ariel", y asistió a la defensa de Madrid tras la huida del gobierno republicano, a la batalla del Jarama y a la batalla de Guadalajara, jugándose a veces la vida como reportero de guerra. Recibió la orden de marchar a Valencia a dirigir el diario Juventud Libre para convertirlo en semanario. Una vez hecho, se trasladó a Barcelona para incorporarse a la redacción de Solidaridad Obrera. Con su director Viadiu partió al exilio francés en una vieja camioneta:
De La Junquera a la frontera era una masa humana y de vehículos: todo estaba perdido. La desesperación cundía por todas partes y en el ánimo de cada uno. Una masa polvorienta, escuálida; caras famélicas y cetrinas, demacradas y llenas de coraje; ojos grandes, desorbitados de tanto mirar escenas de horror. Las conciencias no podían encontrar reposo, era una maldición del mundo. Las mujeres, como esqueletos vivos, y los niños, como esqueletos muertos, los civiles se mezclaban con los militares, las indumentarias eran heterogéneas. Era como un carnaval trágico y desesperado; eran, verdaderamente, los aguafuertes de Goya al vivo...
Fue detenido en Perpiñán y estuvo en el campo de concentración francés de Saint-Cyprien y luego en el de Argelès con otros republicanos españoles, entre ellos su hermano Juan; con él escapó de esa situación al alistarse en las Compañías de Trabajadores Extranjeros del régimen de Vichy (Compagnies de Travailleurs Étrangers -CTE-, más tarde llamadas Groupements de Travailleurs Étrangers o GTE en 1940), y fueron instalados en Crosville-la-Vieille, cerca de Le Neubourg; así consiguió establecerse y para protegerse durante la ocupación nazi, estuvieron trabajando duramente en Aymoreau-les-Mines y participaron en el movimiento de la Resistencia en Tours. Cuando París fue liberado estaban en Niort. En Vierzon dirigió el diario La Reconquista de España, un medio concebido por los comunistas para iniciar la reconquista de España en la osada pero malograda ofensiva de Jesús Monzón en 1944 por el valle de Arán. Bien relacionado con Largo Caballero y, sobre todo, con Diego Martínez Barrio, llegó a trabajar para este cuando fue nombrado presidente del Gobierno de la República en el exilio en París. Lo hizo como redactor del semanario gubernamental La Nouvelle Espagne. Hebdomadaire de Information, cuyo primer número se imprimió el 20 de diciembre de 1945. También colaboró en Senyera de México. En París fue miembro en 1948 de la Junta directiva de la Asociación Profesional de Periodistas Españoles Exiliados que presidía el periodista murciano César M. Calderón.
En 1951 se instaló en Belgrado donde fue nombrado por el Gobierno yugoslavo redactor jefe de las emisiones de Radio Belgrado en lengua castellana. Unos años después, en 1960, fue el primer lector de español de su Universidad. Fue amigo personal del dictador Josip Broz Tito. Se jubiló como profesor universitario en la ciudad croata de Rijeka, y ya no abandonó Yugoslavia hasta que en su vejez decidió volver al Madrid de su juventud y a su pueblo natal del Bajo Maestrazgo, Alcalà de Xivert, donde falleció en 1979 a causa de una bronquitis. Mandó desde Yugoslavia colaboraciones a El Socialista, y escribió una autobiografía en español que fue publicada en 1977. Su juicio sobre la guerra fue el siguiente:
«La confianza republicana costó un millón de muertos. ¿Culpables? ¿Responsables? Todos, porque todos habían vivido en la euforia de la República. Nadie, porque todos se habían confabulado contra ella».
"También las democracias vencedoras de la Guerra Mundial participaron en esa confabulación: para Bort-Vela, el problema de España era un
problema internacional y estos países a cuyo triunfo contribuyeron los republicanos españoles con sus vidas no respondieron con la misma
moneda apoyando la legalidad republicana frente al régimen que se había impuesto por las armas".

## Obras
- La angustia de vivir. Memorias de un emigrado republicano español, Madrid: Revista de Occidente, 1977.